# 위항 문학
위항 문학(委巷文學)은 조선 중기와 후기에 한성부에서 중인층이 주도한 문학 운동이다. 여항 문학(閭巷文學)이라고도 한다. 위항 문학 운동은 시사(詩社)를 조직하고, 공동 시집을 냈으며, 공동 전기(傳記)를 내 중인의 역사를 정리하였다는 특징이 있다. 중인의 신분 상승 운동으로도 이어졌다.

## 위항인
경복궁 서쪽, 곧 지금의 누상동, 누하동, 필운동, 체부동 일대에는 정궁(正宮)이었던 경복궁과 인접한 관공서에 근무하는 서리(書吏)나 경아전(京衙前)들이 모여 살았다. 그러나 임진왜란 이전에는 경복궁 안쪽을 내려다볼 수 없도록 경복궁보다 높은 산자락에는 집을 지을 수 없었기 때문에, 임진왜란으로 경복궁이 폐허가 된 후에야 경복궁 서쪽에 서리들의 집과 양반들의 주택이 본격적으로 들어섰다. 이곳은 역관, 의원, 상인 등 상대적으로 부유한 중인층이 모여 살았던 청계천 일대(일명 중촌)와 함께 위항(委巷, 구불구불한 골목)이라 불렸다. 경복궁 서쪽의 위항은 우대라 불리며 이배(吏輩)와 고직(庫直)이 살았다고 전한다.
위항 시인 정래교는 〈임준원전〉에서 “백련봉(白蓮峰, 북악산) 서쪽에서 필운대까지를 북부(北部)라 한다. 대개 가난하고 유리걸식하는 사람들이 살았다. 그러나 이따금 의협심이 있어 의기(意氣)로 교유(交游)하였다. 잘 베풀고 약속을 지키며 환란에는 구휼하였다. 시인과 문사들이 계절마다 서로 왕래하며 사귀었다.”라고 풍속을 묘사하였고, 《동국여지비고》에는 누각동(樓閣洞, 누상동과 누하동)에 “아전으로 늙어 퇴직한 사람들이 많이 살고 있다”라는 기술이 있다. 또한 17세기 후반에 와서는 위항에 모여 산 서리와 경아전을 위항인(委巷人)이라는 일종의 계급으로 인식하였다.

## 초기
최초의 위항 문학 모임은 유희경과 백대붕(白大鵬)이 주도한 풍월향도(風月香徒)이다. 박계강(朴繼姜)·정치(鄭致)·최기남(崔奇男) 등 중인 시인들이 풍월향도에 동참하였다. 풍월향도는 백대붕이 임진왜란에서 전사하고 유희경이 양반으로 신분이 오르면서 해체하였다.
다음으로 낙사(洛社)가 있었다. 임준원(林俊元)의 후원 아래 최기남의 제자들과, 최기남의 아들 최승태(崔承太)·최승주(崔承冑)·최승윤(崔承潤) 등이 백련봉, 필운대, 옥류동 등에서 모였다. 낙사는 1650년대에 결성되어 1680년경에 전성기를 지난 뒤 1697년쯤까지 있었다.

## 전성기
1700년대 중반에 마성린·엄계흥(嚴啓興, 엄한붕의 아들)·최윤창(崔潤昌)·김순간(金順侃)·이효원(李孝源) 등이 인왕산 아래에서 모였으며, 이들의 모임을 서사(西社) 또는 백사(白社)라고 하였다. 이효원과 김순간이 죽고 동인들이 노인이 된 1792년 9월, 최윤창 등 아홉 명은 구로시계(九老詩契)를 결성하였다.
1786년 7월 16일, 천수경 등 13명의 동인은 옥계시사(玉溪詩社)를 결성하였다. 옥계시사 동인은 서사 동인의 후배로, 이들은 서로 모이는 곳을 찾으며 교류하였다. 옥계시사는 송석원이라 불린 옥류동 계곡에서 모였는데, 소나무와 바위로 대표되는 경관이 빼어나 사대부도 관심을 보였다. 훗날 송석원시사(松石園詩社)로 불린 옥계시사에서는 백전(白戰)이라는 시 대회를 열었으며, 백전이 유명해지자 송석원시사는 위항 문학을 대표할 만한 위치에 올랐다.

## 후기
송석원시사 이후에는 인왕산 일대에서 김낙서의 아들 김희령이 서원시사(西園詩社)를, 장혼의 아들 장욱(張旭)이 금서사(錦西社)를, 장혼의 제자 장지완(張之琬)이 비연시사(斐然詩社)를 열고 1850년대에는 조기완(趙基完) 등이 서원시사를 이어 칠송정시사(七松亭詩社)를 열었으나, 모두 몰락하고 위항문학의 장소는 수표교 부근으로 이동하였다.
1870년대 말, 수표교(일명 육교) 일대에서 결성된 육교시사(六橋詩社)는 종전의 경아전(京衙前)이 아니라 의관과 역관 등 기술직 중인이 주도하였다. 강위를 중심으로 한 육교시사 동인들은 북학파이자 개화파로서 당대의 개화 정책에도 영향을 미쳤다.

## 주요 시집
위항 문학 작품을 모은 시집으로는 다음이 있다.
- 《육가잡영》(六家雜詠): 1668년(현종 9년) 간행된 최초의 위항 문학 시집으로, 참여자는 최기남(崔奇南)·남응침(南應琛)·정예남(鄭禮男)·김효일(金孝一)·최대립(崔大立)·정남수(鄭枏壽)이다.
- 《해동유주》(海東遺珠): 1712년(숙종 38년) 홍세태가 엮은 것으로, 48가 230여 수의 시가 실렸다.
- 《소대풍요》(昭代風謠): 1737년(영조 13년) 고시언이 엮은 것으로, 162가의 시가 실렸다. 60년마다 시집을 내는 계기가 되었다.
- 《풍요속선》(風謠續選): 1797년(정조 21년) 천수경이 엮은 것으로, 333명의 시 723수가 실렸다.
- 《풍요삼선》(風謠三選): 1857년(철종 8년) 직하시사(稷下詩社)에서 엮은 것으로, 《풍요속선》 이후 시인 305명의 시가 실렸다.
- 《대동시선》(大東詩選): 1918년 장지연이 엮은 것으로, 제5책 제9·10권에 위항시인의 시가 실렸다.

## 같이 보기
- 시사
- 송석원

## 참고 문헌
- 김창희; 최종현 (2013). 《오래된 서울》. 서울: 동하. ISBN 9788996787228.
- 도창환 (2002년 1월). “위항 건축의 배경과 위항 문학”. 《전원주택라이프》. 34호 (서울: 전우문화사). 2020년 3월 1일에 확인함.
- 서울역사박물관 외 (2010). 《서촌 1: 역사·경관·도시조직의 변화》. 서울: 서울역사박물관. ISBN 9788991553132.
- 안수정 (2006년 2월). 《인왕산 동쪽 기슭의 권력과 경관》 (석사학위논문). 한국교원대학교 교육대학원. 2020년 3월 1일에 확인함.
- 허경진 (1999). “인왕산에서 활동한 위항시인들의 모임터 변천사” (PDF). 《서울학연구》 (서울시립대학교 서울학연구소) (13): 87-152. 2020년 8월 9일에 확인함.